# Министерство землеведения Индии
Министерство землеведения Индии образовано в 2006 году в результате слияния Департамента метеорологии Индии, Национального центра среднесрочных прогнозов погоды, Индийского института тропической метеорологии, Центра оценки рисков при землетрясениях и Министерства развития океана. Это одно из самых молодых министерств правительства Индии.

## Функции
Мандат министерства заключается в развитии атмосферных наук, науке об океане, океанских технологии и сейсмологии на основе комплексного подхода.

## Организации
- Индийский институт тропической метеорологии
- Департамент метеорологии Индии
- Индийский национальный центр служб информации об океане
- Национальный центр среднесрочных прогнозов погоды
- Национальный центр исследований Антарктики и океана
- Национальный институт океанских технологий
- Центр оценки рисков при землетрясениях
- Проектный директорат управления акваториями
- Центр морских живых ресурсов и экологии